# Euthystiroides
Euthystiroides is een geslacht van rechtvleugeligen uit de familie veldsprinkhanen (Acrididae). De wetenschappelijke naam van dit geslacht is voor het eerst geldig gepubliceerd in 1995 door Zhang, Zheng & Ren.

## Soorten
Het geslacht Euthystiroides  is monotypisch en omvat slechts de volgende soort:
- Euthystiroides dalianensis (Zhang & Zheng, 1995)